# FK Lokomotiv Stara Zagora
FK Lokomotiv Stara Zagora (Bulgaars: ФК ЛокомотивСтара Загора) is een voetbalclub uit de Bulgaarse stad Stara Zagora. De club speelt in de schaduw van de succesvollere stadsrivaal Beroe. De club speelde veertien seizoenen in de tweede klasse, een laatste keer in 2009.

## Geschiedenis
De club werd in 1935 opgericht als ZjSK Stara Zagora. Destijds was er enkel een regionale competitie. De club werd kampioen in 1937 en nam daarna deel aan de eindronde om de landstitel, waar de club verloor van Hadzji Slavtsjev Pavlikeni. Pas zeven jaar later kon de club een nieuwe titel binnen halen. De club verloor van Botev Jambol, maar ging toch een ronde verder omdat deze club zich terugtrok, maar verloor dan opnieuw, nu van Levski Boergas. Het volgende seizoen verloor de club van Borislav Borisovgrad. In 1946 werd de naam Lokomotiv aangenomen en een jaar later werd de club opnieuw kampioen en verloor nu in de eindronde van Levski Plovdiv. In 1948 verloren ze van TVP Varna. Na dit seizoen werd een uniforme competitie ingevoerd, maar hiervoor kwalificeerde de club zich niet. 
Nadat de club in 1949 kort de naam Energija aannam veranderde de naam later dat jaar in Torpedo. Onder deze naam was de club stichtend lid van de tweede klasse in 1950. In 1951 werd dan terug de naam Lokomotiv aangenomen. In 1952 werd de club na een incident tijdens een wedstrijd uit de competitie gezet. Ze keerden terug in 1954. In 1959 fuseerde de club met Botev Stara Zagora tot Beroe Stara Zagora, al bleef Lokomotiv toch verder bestaan, aanvankelijk als ZFK en vanaf 1963 opnieuw als Lokomotiv. 
In 2012 werd de club opgeheven, maar tien jaar later nam de club Olimpija de naam Lokomotiv aan ter ere van de traditieclub. 